# Schloßberg 4 (Quedlinburg)

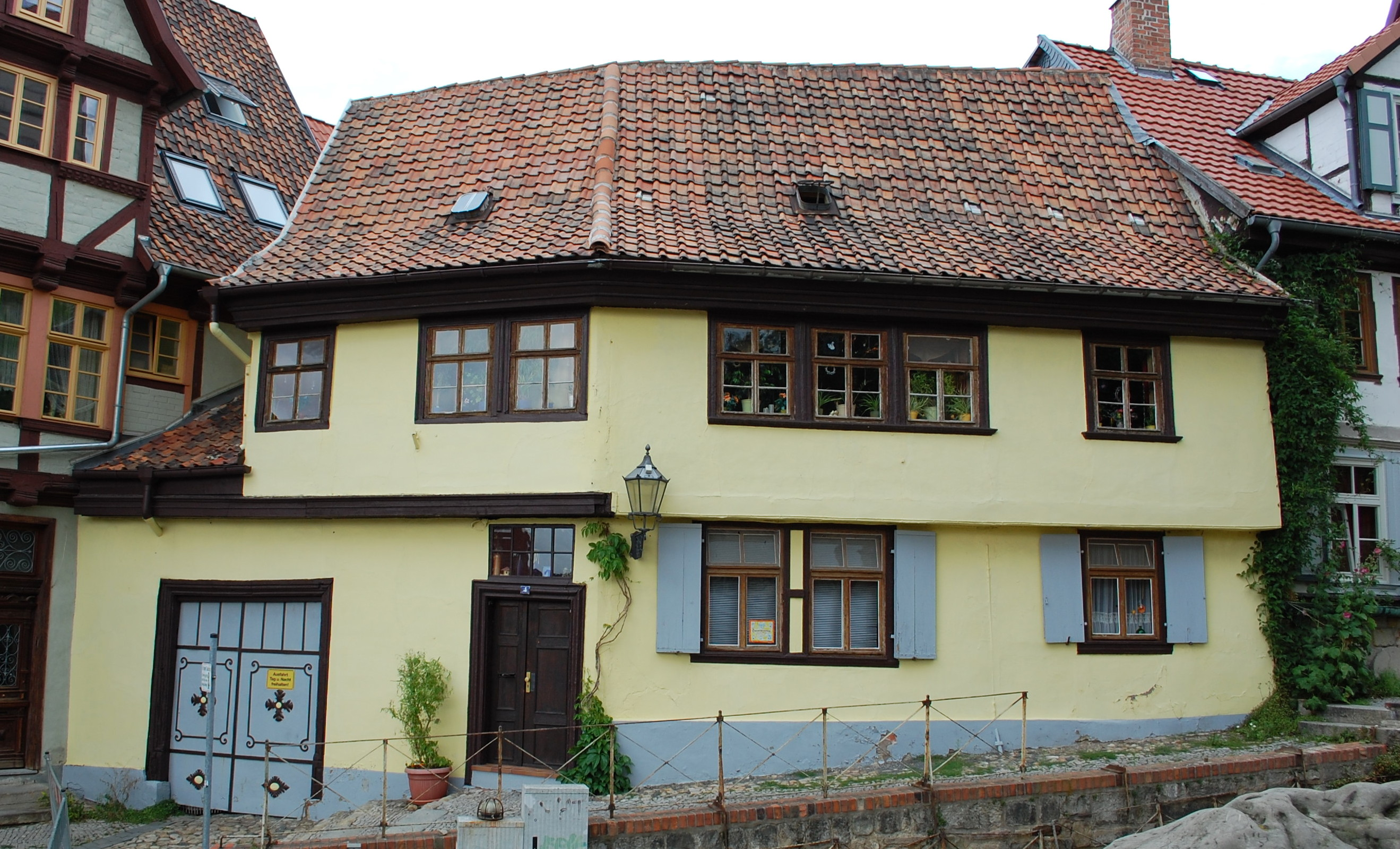
Haus Schloßberg 4

Das Haus Schloßberg 4 ist ein denkmalgeschütztes Gebäude in der Stadt Quedlinburg in Sachsen-Anhalt.

## Lage
Es befindet sich westlich des Quedlinburger Schloßbergs im Stadtteil Westendorf. Das Haus ist im Quedlinburger Denkmalverzeichnis als Wohnhaus eingetragen und gehört zum UNESCO-Weltkulturerbe. Gegenüber dem Haus befinden sich die Felsen des Schloßberges.

## Architektur und Geschichte
Das zweigeschossige allerdings vollständig verputzte Fachwerkhaus steht auf einem im Laufe des Straßenverlaufs abknickenden Grundstück. Es besteht aus zwei zu unterschiedlicher Zeit entstandenen Gebäudeteilen. Der Ältere entstand in der Zeit um 1580, der Jüngere um 1800. Der westliche Teil verfügt über ein stark profiliertes Traufgesims. Bemerkenswert ist die in diesem Teil des Hauses befindliche mit Schmuckelementen verzierte Tor. Für das Gebäude wird das Vorkommen von Fächerrosetten als Verzierung beschrieben.